# Flavine mononucléotide
Pour les articles homonymes, voir Flavine et FMN.
La flavine mononucléotide (FMN), ou riboflavine-5′-phosphate, est une biomolécule produite à partir de la riboflavine (vitamine B2) par l'enzyme riboflavine kinase et agit comme groupement prosthétique de diverses oxydo-réductases, comme la NADH déshydrogénase, mais aussi comme cofacteur avec les bio-photorécepteurs de lumière bleue. Durant le cycle catalytique, il se produit une interconversion réversible entre les formes oxydée (FMN), semiquinone (FMNH•) et réduites (FMNH2). En tant que groupement prosthétique, elle est fixée à son apoenzyme de façon covalente par un résidu tyrosyl. C'est notamment le cofacteur du complexe I de la chaîne respiratoire mitochondriale.
La FMN est agent oxydant plus fort que le NAD et est particulièrement utile car  il peut prendre part à la fois au transfert d'un et de deux électrons. Dans son rôle de photorécepteur à la lumière bleue, la FMN se démarque des photorécepteurs « conventionnels », le stimulus n'entraînant pas d'isomérisation Z/E.
La flavine mononucléotide est la forme principale sous laquelle on trouve la riboflavine dans les cellules et les tissus. Elle requiert plus d'énergie pour être produite, mais est plus soluble que la riboflavine.
Elle est utilisée comme colorant alimentaire et désignée sous le nombre E101a.
Le colorant E106 est un composé très proche, c'est le sel de sodium de riboflavine-5′-phosphate, c'est-à-dire le sel de monosodium de l'ester 5′-monophosphate de la riboflavine. Il est rapidement converti en riboflavine après l'ingestion. On le trouve dans beaucoup d'aliments pour bébés ou jeunes enfants, comme dans la confiture, les produits laitiers et les confiseries.
La mononucléoflavine possède également un rôle dans la courbure des apex des tiges des plantes. En effet, sous l'effet de la lumière bleue, la flavine peut se lier de manière covalente à la phototropine, une protéine constituée d'un homéodomaine sérine/thréonine kinase, d'un domaine LOV 1 et LOV 2 (c'est à ces deux domaines que se lie la flavine).
Cela entraîne une autophosphorylation du domaine, et par cascade de substrats phosphorylés, permet une répartition asymétrique de l'auxine.